# إيفي أندرسون سميث
إيفي أندرسون سميث (بالإنجليزية: Effie Anderson Smith)‏ هي رسامة أمريكية، ولدت في 29 سبتمبر 1869 في أركنساس في الولايات المتحدة، وتوفيت في 21 أبريل 1955 في بريسكوت في الولايات المتحدة.

## معرض صور

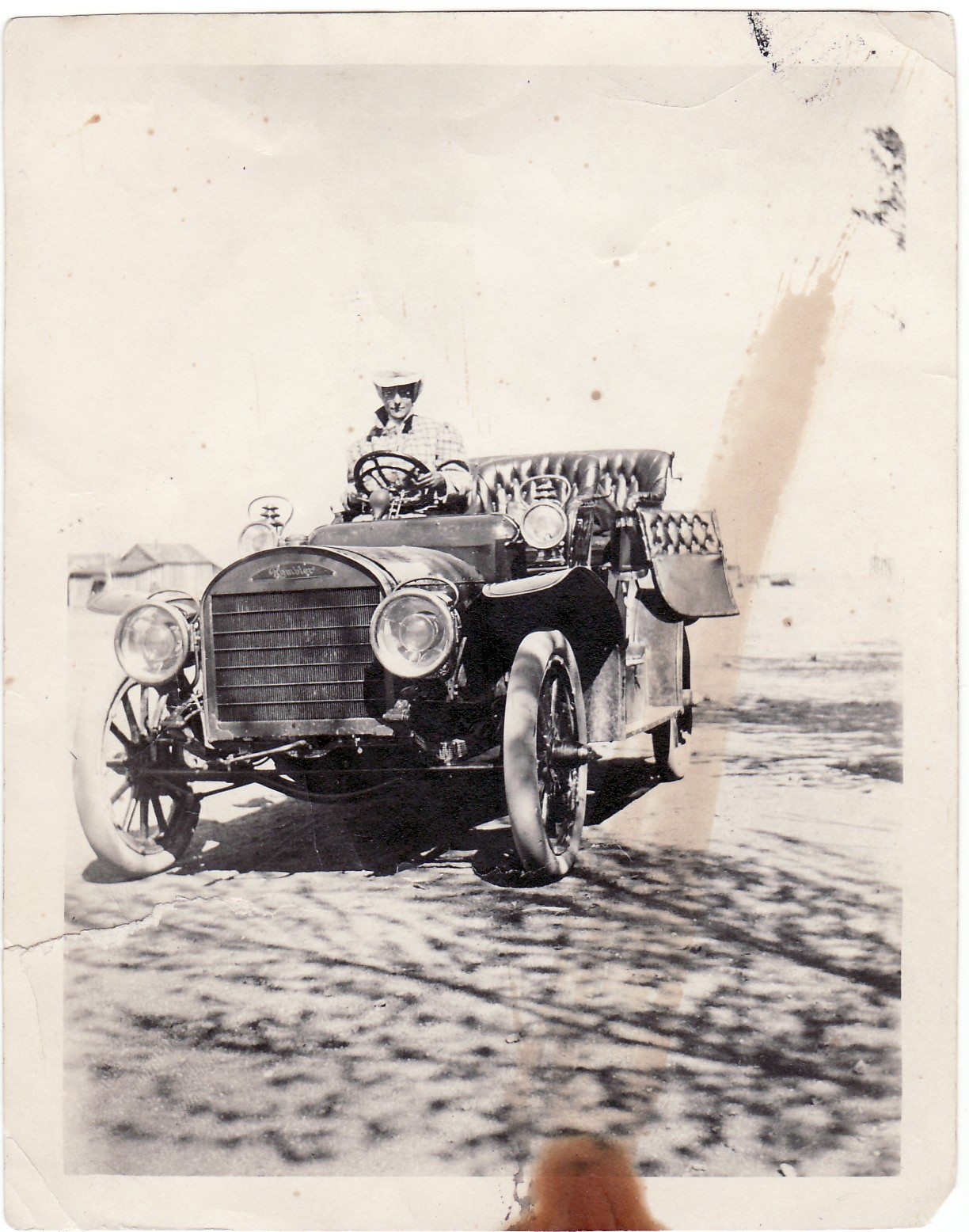
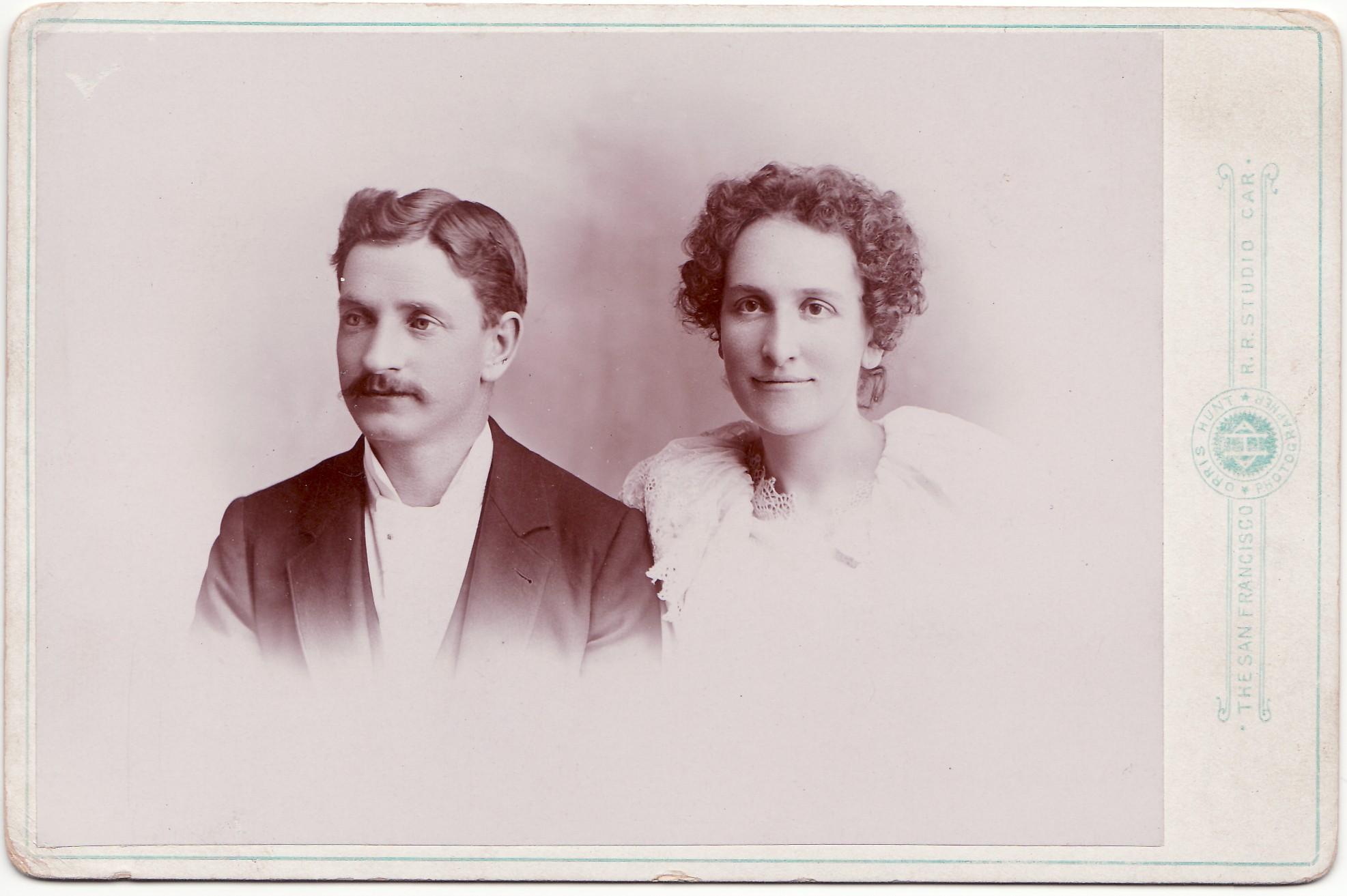
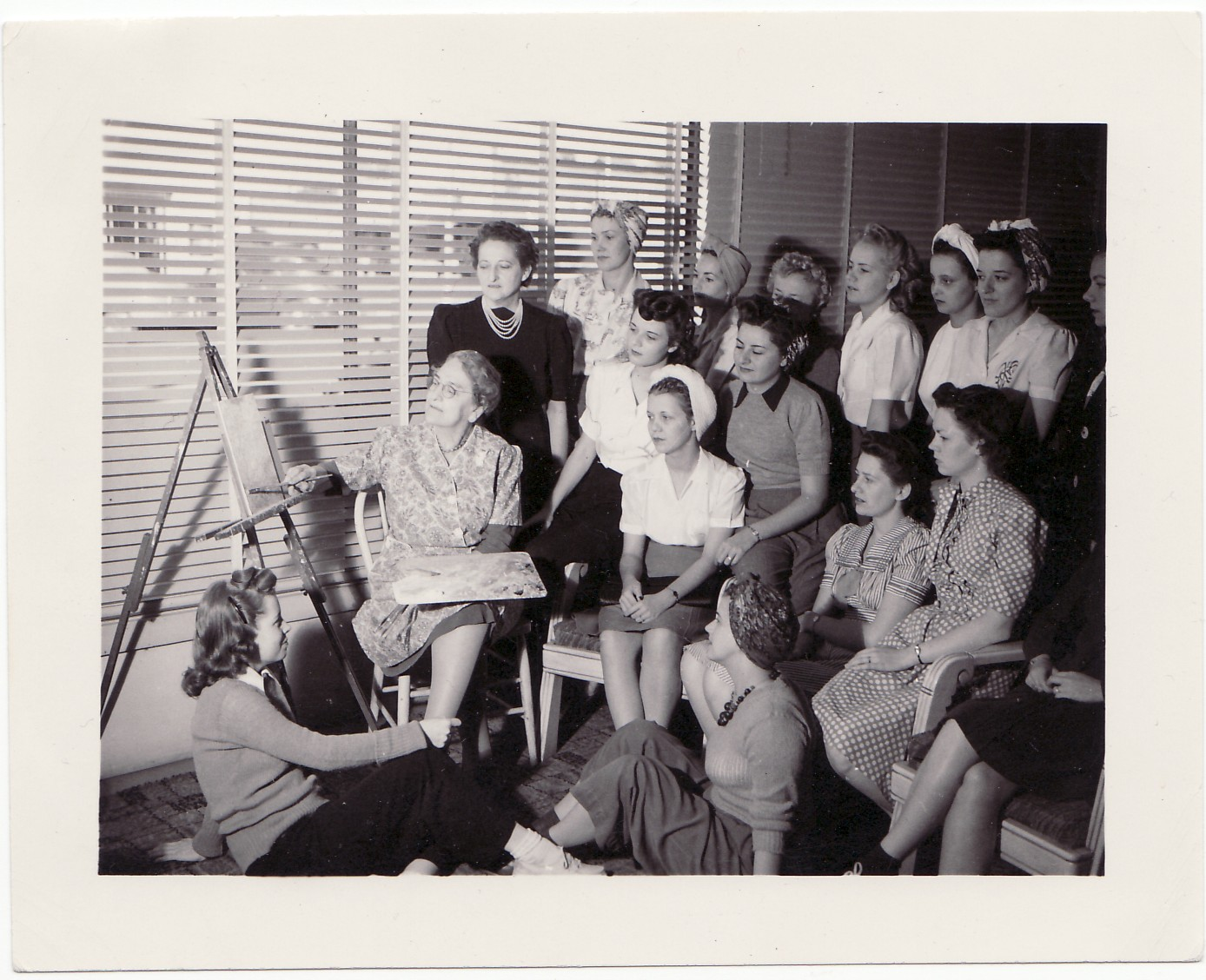